# Odontonema coccineum
Odontonema coccineum är en akantusväxtart som beskrevs av Emery Clarence Leonard. Odontonema coccineum ingår i släktet Odontonema och familjen akantusväxter. Inga underarter finns listade i Catalogue of Life.